# Masanobu
Masanobu ist ein männlicher japanischer Vorname.

## Bekannte Namensträger
- Masanobu Andō (* 1975), japanischer Schauspieler
- Masanobu Deme (1932–2016), japanischer Regisseur
- Masanobu Fukuoka (1913–2008), japanischer Mikrobiologe, Landwirt und Autor
- Hotta Masanobu (1632–1680), Daimyō des Sakura-han
- Masanobu Izumi (* 1944), japanischer Fußballspieler und -trainer
- Masanobu Shinozuka (1930–2018), japanisch-US-amerikanischer Bauingenieur
- Tsuji Masanobu (1900–1961), japanischer Oberst und Taktiker der Kaiserlich Japanischen Armee